# Голдфингер
«Голдфингер» (англ. Goldfinger) — третий фильм из цикла о британском суперагенте Джеймсе Бонде. Экранизация одноимённого романа Яна Флеминга, которая посвящается памяти писателя. Роль Бонда в третий раз исполнил Шон Коннери, его ключевого противника Аурика Голдфингера — немец Герт Фрёбе. Фильм получил премию «Оскар» за звуковые эффекты.

## Сюжет
В прологе фильма Джеймс Бонд где-то в Латинской Америке уничтожает базу по производству оружия и наркотиков, замаскированную под нефтехранилище. Пролог никак не связан с основным сюжетом фильма.
Джеймс Бонд встречает Феликса Лейтера, который просит его проследить за мультимиллионером Ауриком Голдфингером, который играет в карты у гостиницы. Бонд обнаруживает, что Голдфингер жульничает, и отвлекает его помощницу Джилл Мастерсон, сумев путём хитрости вынудить Голдфингера проиграть большую сумму. Джеймс проводит ночь с Джилл, но его вырубает телохранитель Голдфингера, кореец Одджоб. Утром Бонд обнаруживает, что Джилл мертва, а её тело покрыто золотой краской, от которой она и задохнулась. В Лондоне начальник Бонда M и глава Банка Англии сообщают Джеймсу, что в связи с разницей в ценах в золоте его можно продавать в любую страну, а Голдфингер как раз занимается контрабандой золота из Англии и наживает себе непомерное состояние. Q предоставляет Бонду бронированный Aston Martin DB5, также оборудованный радиопеленгатором, катапультируемым сиденьем, различным вооружением, и два миниатюрных радиомаяка, чтобы раскрыть махинации Голдфингера.
В Кенте Бонд встречается с Голдфингером и хитростью обыгрывает его в гольф, поставив на кон слиток нацистского золота, поднятого с затонувшего корабля. Однако Голдфингер догадывается о миссии Бонда и требует от него не лезть не в своё дело, угрожая расправой — Одджоб демонстративно бросает свою шляпу с острыми металлическими полями, которая может разрубить что угодно. Джеймс отслеживает Голдфингера в Швейцарии, где агенту пытается невольно помочь Тилли Мастерсон, сестра погибшей Джилл, однако покушение на Голдфингера срывается. Бонд попадает в хранилище миллионера и узнаёт, что тот расплавляет золото, и изготавливает из него кузовные детали для автомобиля Rolls-Royce Phantom III, который всегда берёт в любые поездки, таким образом осуществляя контрабанду, а также обсуждает с китайским доктором Лингом некий план «Большой шлем». Бонда и Тилли замечают, поскольку та снова неудачно попыталась подстрелить Голдфингера: начинается погоня, в ходе которой Одджоб убивает Тилли, а Бонда ловят и пытаются сжечь мощным лазером. Бонд блефует и говорит Голдфингеру, что его план уже известен MI6, вследствие чего тот вынужден остановиться и не убивать Бонда.
На частном самолёте Голдфингер летит в Лексингтон, штат Кентукки: за штурвалом девушка по имени Пусси Галор, Бонд же находится на борту в качестве пленника. Бонд выясняет, что Голдфингер переговаривается с мафиози для поставки материалов, нужных для реализации плана «Большой шлем». Миллионер хочет ограбить хранилище золотого запаса США, для чего ему нужно распылить нервно-паралитический газ типа «Дельта-9», чтобы убить всю охрану — смертоносную силу газа испытывают на себе почти все мафиози, кроме одного, от которого позже избавляется Одджоб. Джеймс пытается убедить Голдфингера, что план не сработает, поскольку вывезти золото до подхода американских подкреплений не получится, но Голдфингер раскрывает истинный заговор: он взорвёт «грязную бомбу», и золотые слитки станут радиоактивными на 58 лет. Это уничтожит золотой запас США, благодаря чему многократно увеличится стоимость золота самого Голдфингера, которое он затем продал бы в Китай. Более того, Голдфингер взорвёт бомбу немедленно, если хоть кто-то из американцев найдёт её или попытается сорвать план.
Молодые лётчицы из созданной Пусси Галор группы «Летающий цирк» распыляют газ, который должен убить армейскую охрану Форт-Нокса и всех его сотрудников. Банда Голдфингера захватывает Форт-Нокс и получает доступ к золоту, а Голдфингер прилетает с бомбой на вертолёте. Бонда приковывает наручниками к бомбе телохранитель Киш, но выясняется, что Галор после уговоров Бонда решила распылить безвредный газ и предупредила американцев об атаке. В итоге люди Голдфингера массово гибнут в столкновении, в том числе доктор Линг и телохранитель Киш, но Голдфингер удирает, переодевшись в полковника ВС США и перебив нескольких солдат лично. Освободившийся Бонд борется с Одджобом, который избивает его и не даёт ему обезвредить бомбу. Бонд всё-таки расправляется с Одджобом, который получает смертельный удар током, но сам агент не в состоянии обезвредить бомбу. Её останавливает физик-ядерщик, прибывший с Лейтером, ровно за 7 секунд до взрыва.
Бонда приглашают в Белый дом на обед с Президентом, но Голдфингер захватывает в самолёт, который должен был доставить Бонда и Галор. Голдфингер держит на прицеле Бонда и заявляет, что разберётся с Галор позднее. Бонд бросается на Голдфингера, шальная пуля разбивает иллюминатор, приводя к взрывной декомпрессии, которая выбрасывает Голдфингера наружу. Бонд и Пусси выпрыгивают с парашютом и, приземлившись, целуются на лоне природы.

## В ролях
Однажды я шел к себе наверх и вдруг услышал из соседней комнаты собственный голос. Оказалось, что мои внуки смотрели «Голдфингера». Я сел и стал смотреть вместе с ними. Было довольно интересно. В фильме есть определенное изящество и размеренность — совершенно не хочется перескакивать с одной сцены на другую. Хотя, конечно, многое я бы исправил.
| Актёр            | Роль                                             |
| ---------------- | ------------------------------------------------ |
| Шон Коннери      | Джеймс Бонд                                      |
| Герт Фрёбе       | Аурик Голдфингер (озвучивает: Майкл Коллинз)     |
| Онор Блэкман     | Пусси Галор                                      |
| Ширли Итон       | Джилл Мастерсон (озвучивает: Никки Ван Дер Зиль) |
| Таня Маллет      | Тилли Мастерсон                                  |
| Гарольд Саката   | Одджоб                                           |
| Бернард Ли       | M                                                |
| Цец Линдер       | Феликс Лейтер                                    |
| Лоис Максвелл    | Мисс Манипенни                                   |
| Десмонд Ллевелин | Q                                                |
| Мартин Бенсон    | Мартин Соло                                      |
| Остин Уиллис     | Симмонс                                          |
| Майкл Меллингер  | Киш                                              |

## Награды
- 1965 год — премия «Оскар» за звуковые эффекты: Норман Уонсталл.
- 1965 год — Шон Коннери — премия «Laurel Award» за фильм в жанре экшн — «Голдфингер».
- 1965 год — Герт Фрёбе — премия «Laurel Award» за роль второго плана.
- 1965 год — Премия Эдгара Аллана По — номинация за лучший сценарий — Пауль Ден и Ричард Мейбаум.
- 1965 год — BAFTA — номинация за декорации (цветной фильм).
- 1965 год — «Golden Screen» Германия — за лучший фильм.
- 1965 год — «Грэмми» номинация за лучшую музыку к кинофильму — Джон Бэрри.

## Подбор актёров
- Шон Коннери сыграл роль Джеймса Бонда в третий раз. В ходе съёмок сюжета, где Одджоб избивает Бонда после проигрыша Голдфингера в карты, Коннери получил травму спины, а после этого разгорелся спор по поводу гонорара. Компания EON и Коннери сошлись на том, что Коннери будет получать 5 % от кассовых сборов каждого следующего фильма, где он будет сниматься. За время съёмок Коннери стал любителем гольфа[3].
- Онор Блэкмен прошла кастинг на роль Пусси Галор благодаря тому, что успела сняться в телесериале «Мстители»[4], где продемонстрировала навыки дзюдо — под эти навыки и был написан сценарий[5]. Изначально продюсеры хотели назвать её менее провокационным и более «детским» именем Китти Галор[6], но Гай Хэмилтон объяснил, что даже 10-летние мальчишки прекрасно знают значение провокационного имени Пусси Галор. Уговорить американцев не менять имя героини в сценарии удалось, когда Хэмилтон объяснил американским цензорам, что поддерживает Республиканскую партию США[7]. Тем не менее, на американских промоплакатах её имя не указывалось[8].
- На роль Аурика Голдфингера пробовались Орсон Уэллс и Теодор Байкел, но потерпели неудачу. Герт Фрёбе на английском говорил с сильным акцентом и очень медленно, вследствие его продублировал Майкл Коллинс[4] — реплики звучали с удвоенной скоростью, чтобы облегчить задачу Коллинсу.[7]
- Чтобы закрасить в золотой цвет тело Ширли Итон, сыгравшей роль помощницы Голдфингера по имени Джилл Мастертон, потребовалось полтора часа[7]. В 2003 году в пилотном эпизоде программы «Разрушители легенд» в одном из выпусков было научно доказано, что физически краска не могла привести к смерти Мастертон.
- Гарольд Саката, который был серебряным призёром Олимпиады в Лондоне 1948 года по тяжёлой атлетике в составе сборной США, благодаря своим атлетическим навыкам сразу же получил роль Одджоба в фильме[4]. На съёмках сцены гибели Одджоба он получил тяжёлые ожоги, однако мужественно вытерпел до конца момент съёмок[3]. Одджоба называют одним из величайших злодеев в киноиндустрии[9].
- Джек Лорд отказался играть роль Феликса Лейтера из-за более высоких требований[10]. Роль Лейтера мог сыграть Остин Уиллис, но он поменялся с Цецом Линдером, а сам сыграл роль противника Голдфингера по игре в карты.
- Дезмонд Левеллин, сыгравший Q, положил начало шуточной борьбе Q и Джеймса Бонда в последующих фильмах[11].

## Саундтрек
В 1964 году Джон Барри написал партитуру к основной музыкальной теме этой серии бондианы с одноимённым названием «Голдфингер». Вокальную партию исполнила Ширли Бэсси.